# American Psycho (film)
American Psycho is een Amerikaanse film uit 2000 onder regie van Mary Harron. Het verhaal is gebaseerd op dat uit het gelijknamige boek van Bret Easton Ellis.

## Verhaal
Patrick Bateman is aantrekkelijk, intelligent en vooral rijk. Hij lijkt op een normale man. Niets is minder waar: 's nachts vermoordt hij wildvreemde, onschuldige mensen zonder klaarblijkelijke reden. Omdat de stedelijke yuppieomgeving van Bateman niet geïnteresseerd lijkt in de medemens, kan hij zijn gang gaan met zijn dubbelleven en blijven zijn niet bepaald onopvallende psychische problemen onopgemerkt. De koelheid en doeltreffendheid waarmee hij vervolgens zijn daden begaat, gecombineerd met de oppervlakkigheid van Batemans emoties en van diens omgeving, leiden tot een verrassend komisch effect.

## Rolverdeling
| Acteur            | Personage                |
| ----------------- | ------------------------ |
| Christian Bale    | Patrick Bateman          |
| Justin Theroux    | Timothy Bryce            |
| Josh Lucas        | Craig McDermott          |
| Bill Sage         | David Van Patten         |
| Chloë Sevigny     | Jean                     |
| Reese Witherspoon | Evelyn Williams          |
| Samantha Mathis   | Courtney Rawlinson       |
| Matt Ross         | Luis Carruthers          |
| Jared Leto        | Paul Allen               |
| Willem Dafoe      | Detective Donald Kimball |